# District de Josselin
Le district de Josselin est une ancienne division territoriale française du département du Morbihan de 1790 à 1795.
Il était composé des cantons de Josselin, Bignan, Brehan Loudeac, Guégon, la Nouée, Plumelec, Reguiny et la Trinité.